# Чад Коулмен
Чад Коулмен (англ. Chad Coleman) — американський актор кіно і телебачення. Відомий за ролями Денніса «Катті» Уайза в телесеріалі «Дроти» і Тайріз в телесеріалі «Ходячі мерці».

## Ранні роки
Чад народився і виріс в Річмонді, штат Вірджинія. Коли йому було 11 місяців, батьки Коулмена відмовилися від нього і його чотирьох братів та сестер. Дітей виховували прийомні батьки Джордж і Лотті Берд. Ще в школі Чад займався біговою легкою атлетикою, але через травму ноги він кинув спорт і почав проявляти інтерес до акторської гри. Після закінчення середньої школи в 1984 році Чад Коулмен навчався в Університеті Співдружності Вірджинії, але через рік кинув навчання і вступив на службу в армію, де прослужив чотири роки відеооператором. Займався зйомками соціальної реклами і музичних кліпів.

## Кар'єра
Переїхавши в Нью-Йорк, працював дублером в серіалі «Шоу Косбі». У 2002 році знявся в ролі О.Джей Сімпсона в телефільмі «Погром в понеділок увечері». Чад також знявся в серіалах «Термінатор: Хроніки Сари Коннор» і «Дроти», а також зіграв невелику роль у фільмі «Шлях Карліто 2: Сходження до влади». Окрім цього він озвучив персонажа Тренера в грі  Left 4 Dead 2 .
Пізніше Чад знявся в таких серіалах як: «Закон і порядок: Спеціальний корпус», «CSI: Місце злочину Маямі», «Обмани мене», «Хороша дружина», а також в серіалі «Ходячі мерці», у якому він виконав роль Тайріза Вільямса.

## Вибрана фільмографія
| Рік       |    | Українська назва                | Оригінальна назва                       | Роль                |
| --------- | -- | ------------------------------- | --------------------------------------- | ------------------- |
| 1993      | ф  | Нью-йоркський поліцейський      | New York Undercover Cop                 | Айсмен              |
| 1994—1995 | с  | Закон і порядок                 | Law & Order                             | Вайнер / Генрі      |
| 1994—1996 | с  | Поліцейські під прикриттям      | New York Undercover                     | Шуп / Кевін Грей    |
| 1999—2001 | с  | Третя зміна                     | Third Watch                             | Ламар / Гріссом     |
| 2004—2008 | с  | Дроти                           | The Wire                                | Деннис «Катті» Уайз |
| 2008      | с  | Життя на Марсі                  | Life on Mars                            | Сюд                 |
| 2008      | с  | CSI: Місце злочину Маямі        | CSI: Miami                              | Кевін Ландау        |
| 2009      | с  | Термінатор: Хроніки Сари Коннор | Terminator: The Sarah Connor Chronicles | Куіг                |
| 2011      | ф  | Зелений шершень                 | The Green Hornet                        | Чілі                |
| 2011      | ф  | Нестерпні боси                  | Horrible Bosses                         | бармен              |
| 2012      | с  | Мислити як злочинець            | Criminal Minds                          | Малкольм Форд       |
| 2012—2015 | с  | Ходячі мерці                    | The Walking Dead                        | Тайріз              |
| 2015—2019 | с  | Простір                         | The Expanse                             | Фред Джонсон        |
| 2016      | с  | Корні                           | Roots                                   | Мінго               |
| 2016      | с  | Стріла                          | Arrow                                   | Тобіас Черч         |
| 2017      | с  | Ґолдберги                       | The Goldbergs                           | Леон Шміон          |
| 2017—2019 | с  | Орвілл                          | The Orville                             | Клайден             |
| 2019      | с  | Справжній американець           | All American                            | Корі Джеймс         |
| 2020      | с  | Допит                           | Interrogation                           | містер Франклін     |
| 2021      | мс | Невразливий                     | Invincible                              | марсіанин (голос)   |
| 2021      | ф  | Хороший, поганий, коп           | Copshop                                 | Двейн Мітчелл       |
| 2023      | с  | Супермен і Лоїс                 | Superman & Lois                         | Бруно Манхейм       |